# Cysteodemus wislizeni
Cysteodemus wislizeni es una especie de coleóptero de la familia Meloidae.

## Distribución geográfica
Habita en México,  y Nuevo México y Arizona en  (Estados Unidos).